# Brigittakapelle (Wien)

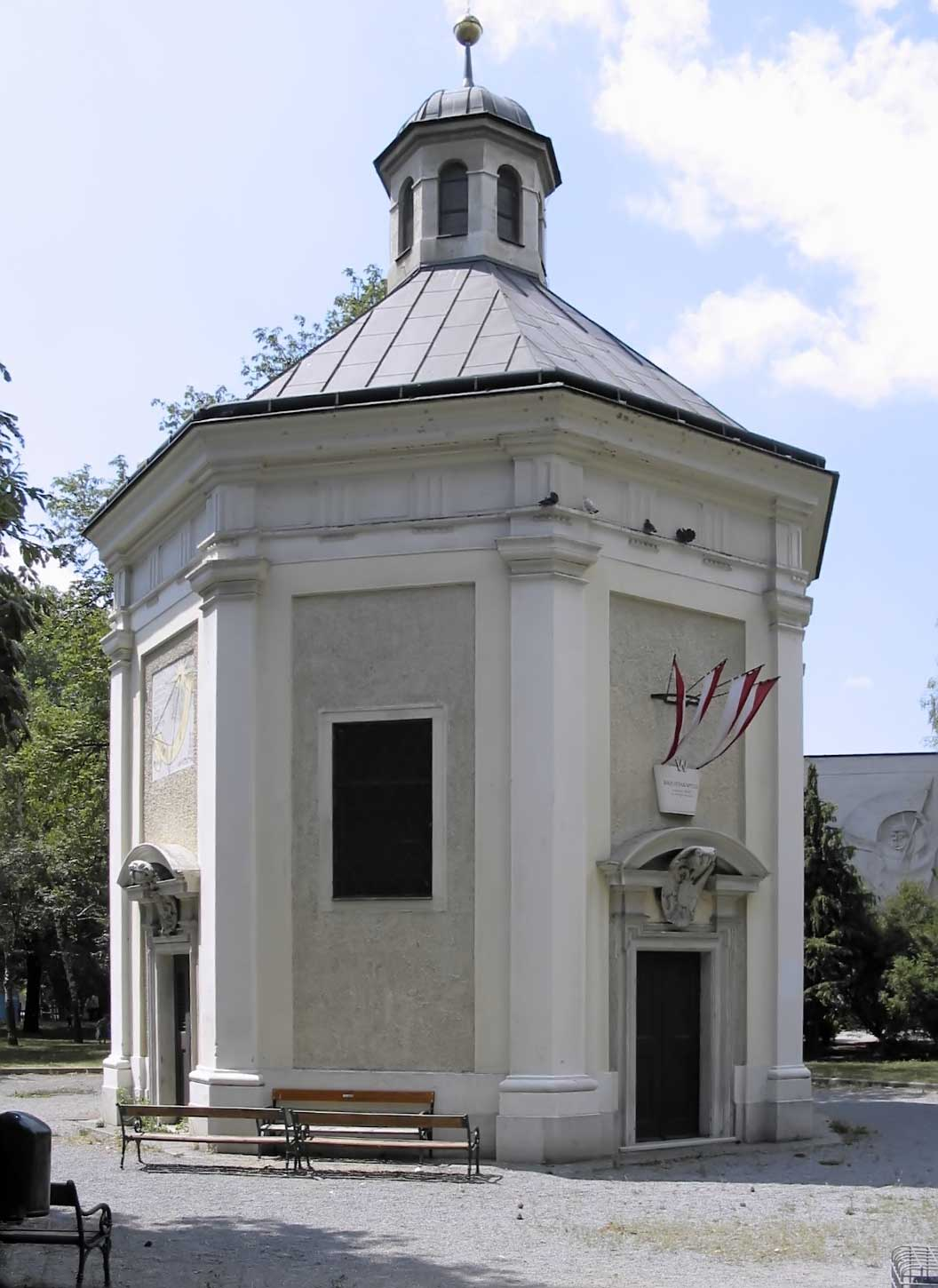
Brigittakapelle

Die Brigittakapelle ist eine im barocken Stil errichtete ehemals römisch-katholische Kapelle im 20. Wiener Gemeindebezirk Brigittenau und steht unter Denkmalschutz. Sie wird von der georgisch-orthodoxen Gemeinde für Messen benutzt, dabei fungiert sie als Kirche zum Heiligen König David der Erneuerer.

## Vorgeschichte
Um die Errichtung der im 20. Bezirk am Forsthausplatz stehenden Brigittakapelle ranken sich zwei Legenden aus dem Dreißigjährigen Krieg: Eine Legende beruft sich darauf, dass Kaiser Ferdinand III. an dieser Stelle 1648 die Kunde vom Westfälischen Frieden erreichte. Die zweite Legende handelt davon, dass der Bruder des Kaisers, Erzherzog Leopold Wilhelm, in Ausübung des Oberbefehls über die kaiserlichen Truppen bei der Erstürmung der so genannten Wolfsschanze (benannt nach der Wolfs-Au) in seinem Kommandozelt nur knapp von einem schwedischen Artilleriegeschoss verfehlt wurde. Die neuere Forschung belegt, dass beide Legenden nicht den Tatsachen entsprechen, dennoch halten sie sich dauerhaft in Literatur und Bevölkerung.
Die ursprünglichen Namen des Gebietes der heutigen Brigittenau waren Wolfsau und Schottenau. Die Bezeichnung „Brigittenau“ leitet sich von der Brigittenkapelle her und wurde erstmals 1670 urkundlich genannt. Das Augebiet befand sich nördlich des heutigen Augartens und war ein Teil des sogenannten Unteren Werds. Über die Grundherrschaft der ausgedehnten, kaum besiedelten Gründe verfügte das Stift Klosterneuburg. Im Zuge der Stadterweiterung von 1850 wurde Wien in acht Bezirke geteilt, von denen der zweite sich aus der heutigen Brigittenau und der Leopoldstadt zusammensetzte. Bis dahin bestand die Brigittenau zum Großteil aus einer Auenlandschaft, der sogenannten Wolfsau, und dem Gebiet Zwischenstrom. Die beiden Gebiete wurden durch das Kaiserwasser, den damaligen Hauptstrom der Donau, getrennt.

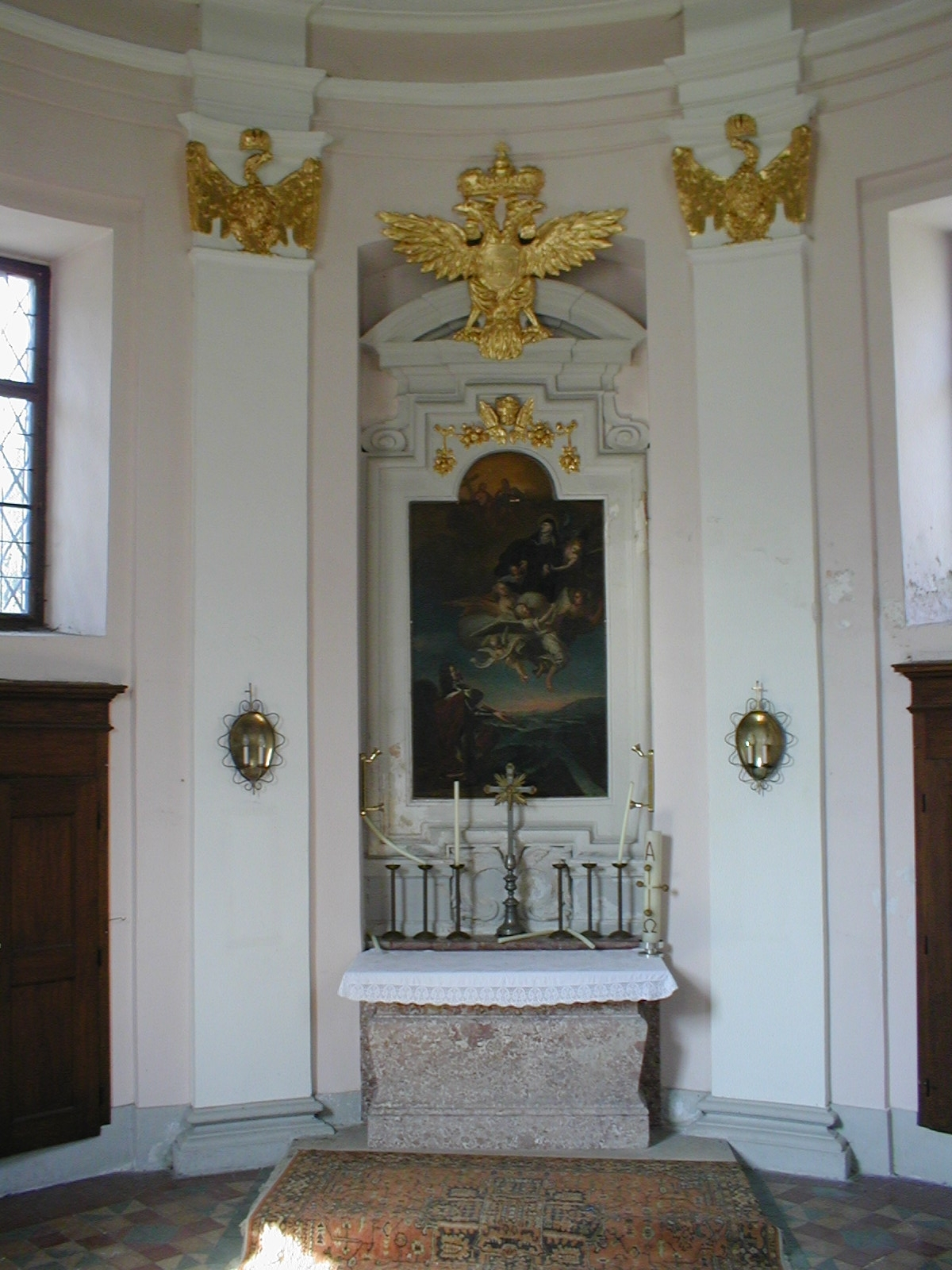
Innenraum mit Altar

### Die militärische Situation
Die vernichtende Niederlage des kaiserlichen Heeres bei Jankau veranlasste Ferdinand III., in aller Eile die Besatzung der für die Verteidigung Wiens strategisch bedeutenden Sternschanze, die dem nördlichen Ende der Wolfsbrücke vorgelagert war, zu verstärken. Diese so genannte Wolfsschanze soll bereits 1484 beim zweiten Ansturm von Matthias Corvinus auf Wien zu einem befestigten Brückenkopf ausgebaut worden sein. Bereits 1643 hatte im Auftrag des schwedischen Feldherrn Torstensson die leichte Kavallerie seines Heeres unter General Wrangel das Gebiet der Donaubrücken bei Wien gestreift. Jedoch zog das in Mähren stehende schwedische Hauptheer vor einem möglichen Vorstoß auf Wien wieder überraschend nach Norden ab um im Rahmen des Torstenssonkrieges in Holstein einzufallen und Dänemark anzugreifen.
Am 9. April 1645 stand Torstensson dann erneut mit seinem Heer vor der Schanze. Der drückenden Übermacht des Feindes unterlegen, mussten sich die kaiserlichen Truppen aus der Schanze auf die westlichen Donauinseln zurückziehen, jedoch nicht ohne zuvor die Brücke hinter sich in Brand zu setzen. In der Folge tobte ein vier Tage währender Kampf um die Strominseln. Die Schweden hofften auf ein Zusammenwirken mit dem Siebenbürger Fürst Georg II. Rákóczi, der sich aber überraschend mit dem Kaiser geeinigt hatte. Das führte zu einem unvermutet raschen Rückzug des schwedischen Hauptheeres nach Brünn. Die Wolfsschanze wurde aber weiterhin von einer schwedischen Besatzung gehalten.
In der Folge kam es zu einem merkwürdigen Abkommen: Den Wienern sollte die Donauzufuhr erhalten bleiben, dafür durften die Schweden sich ungehindert in der Stadt versorgen. Dieses Abkommen war nicht von Dauer, denn für die geplante Wiedereroberung dieses Stützpunktes setzte der Kaiser seinen 31-jährigen Bruder, Erzherzog Leopold Wilhelm, ein. Von den Kaiserlichen wurde eine Gegenschanze aufgeworfen und Leopold Wilhelm stimmte dem von Obrist Karl Friedrich Reich ausgearbeiteten Plan zur Stürmung der Wolfsschanze zu. Am Abend des 27. Mai 1645 hatte der Erzherzog, begleitet von Graf Matthias Gallas und den meisten der in Wien weilenden Feldherren, die Schottenau zwecks Lagererkundung aufgesucht. Die Beschießung der Brückenbastionen soll am Morgen des
darauffolgenden Tages eingesetzt haben. Doch hatten die Schweden ihre Festung während der mehrwöchigen Kampfpause weiter ausgebaut, sodass sie heftigen Widerstand zu leisten vermochten. Durch einen ins schwedische Hauptquartier abgesandten Eilkurier versprachen sie sich eine baldige Truppenverstärkung.
Diese kritische Situation dürfte Leopold Wilhelm dazu bewogen haben, die Nacht vom 29. auf den 30. Mai in seinem Zelt in der Schottenau zuzubringen. Reich ließ nach erfolgloser Kanonade vom Vortag ausgewählte Streitkräfte sowohl aus den Reihen seiner Truppen als auch aus den Regimentern Fehrenberg, Baden und Hunoldstein zwischen 4 und 9 Uhr morgens des 30. Mai 1645 unter Feuerschutz ans Nordufer schaffen. Dabei kam ihm sicherlich die topographische Lage so mancher nahe ans Ufer vorgeschobenen Strominseln entgegen, so dass seine Truppen wahrscheinlich einerseits auf dem kürzesten Weg über die Schwarze Lacke, bzw. den Neuhaufen und die Mühlschiedinsel kommend, die Wolfsschanze umzingeln konnten. Da man inzwischen einen schwedischen Rittmeister mit der Nachricht eines baldigen Entsatzes durch General Arvid Wittenberg mit einer Truppenstärke von 4.000 Mann (spätestens am darauffolgenden Tag, das wäre der 31. Mai) abgefangen hatte, zögerte Reich nun nicht mehr länger und ließ unter Aufbietung sämtlicher vorhandener Reserven den Brückenkopf im Sturm überlaufen, was tatsächlich mit der Einnahme des Bollwerkes am späten Nachmittag des gleichen Tages endete. Die gefangenen Schweden wurden nach Wien gebracht. Es zeigte sich, dass dies zum geeigneten Zeitpunkt geschehen war, denn schon am Morgen des nächsten Tages war Wittenberg auch wirklich bis auf wenige Kilometer herangerückt, zog aber nach Erhalt der Kunde vom Schicksal der Schweden sofort ab, sodass die Wolfsschanze vorerst dauerhaft in der Hand der kaiserlichen Truppen verblieb. Die Kämpfe um den strategisch wichtigen Punkt waren jedoch noch nicht endgültig vorüber; am 31. August 1645 besetzte Torstenson die Schanze ein weiteres Mal, zog aber bereits im Oktober wieder in sein Winterquartier ab und ließ auf dem Bisamberg und dessen Umgebung sowie in Krems und Korneuburg Befestigungen gegen Angriffe aus dem Raum Wien einrichten.

### Die Sage vom Kugelwunder

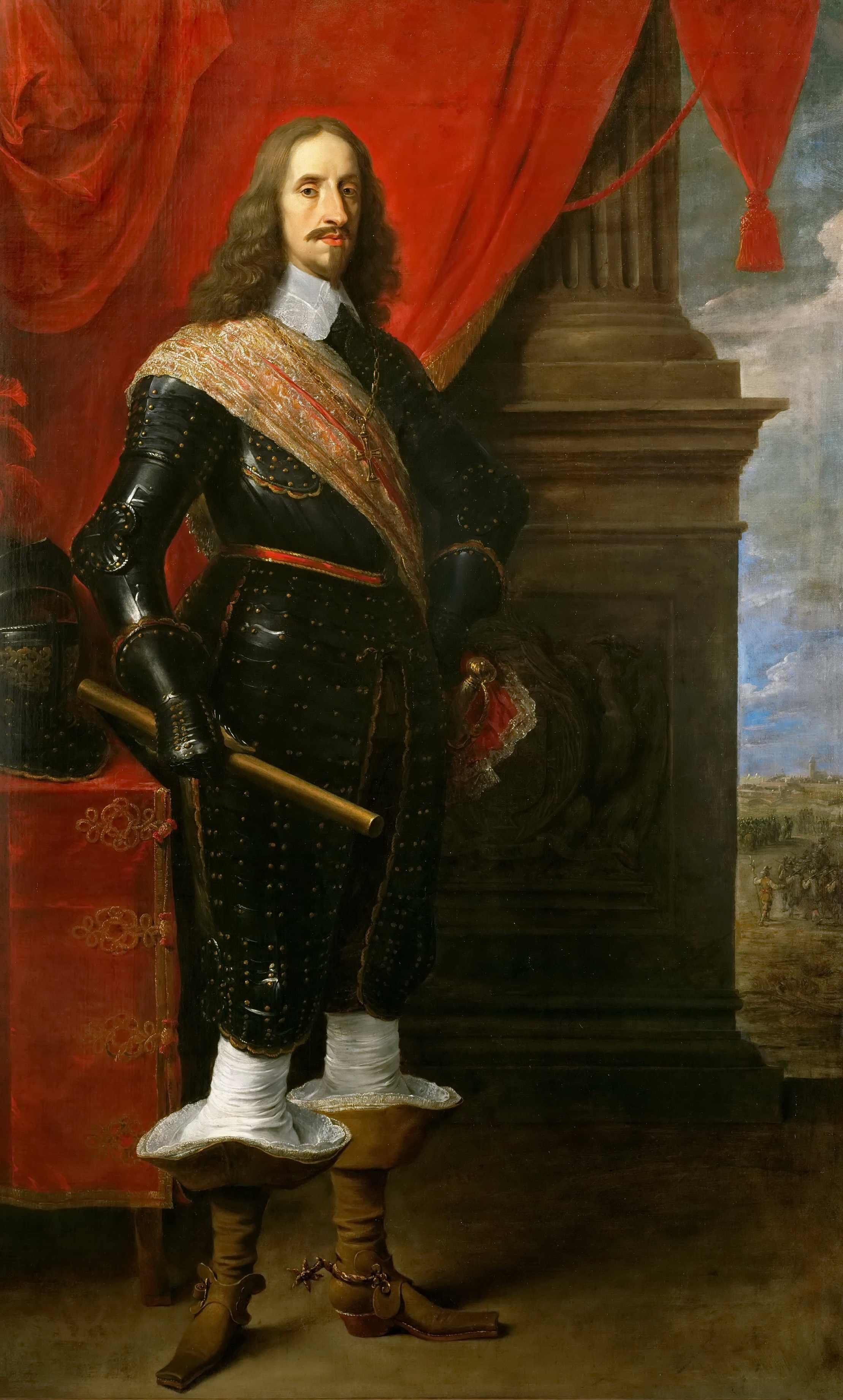
Erzherzog Leopold Wilhelm von Österreich, Porträt von David Teniers d. J. (um 1652)

An diese historischen Ereignisse knüpft sich nun eine Sage, die weit mehr Verbreitung gefunden hat, als die tatsächlichen Ereignisse bekannt wurden. Ein zeitgenössischer Chronist namens Mathias Fuhrmann berichtet darüber erst 1767 in Anlehnung an eine Erwähnung des Jesuiten Leopold Fischer (1764) ausführlich:

„Anno 1640 [sic!] hat sich die Wunder Geschicht zugetragen, dass als der Durchlauchtigste Fürst Lepoldus Guilielmus Erz-Herzog von Oesterreich, wieder den Schwedischen General Ochsenstern, welcher sich unweit von der Stadt Wien gelagert hatte, auf dem sogenannten Tabor mit vielen Kriegs-Volck entgegen stunden, in dem Fest der hl. Brigitta eine Stuck-Kugel in das Haupt-Gezelt höchst bedachten Durchlauchtigsten Erz-Herzog vor dessen Angesicht, als derselbe dem H. Gebett oblage, geschossen worden. Worauf nach gleich beschehener Erfahrnus, dass just an diesem Tag das Fest der H. Brigitta mit einfalle, dieser Heldenmüthige Fürst sich entschlossen gegenwertige Capellen, nach den Formular seines Gezeltes erbauen zu lassen...“

Fuhrmann beruft sich bei seiner Schilderung auf eine in der „Capelle befindliche gedruckte Nachricht“ und fügt hinzu, „deme seynd noch einige umstände beygefüget, die aber nicht bestehen“. Aus diesem Zusatz kann geschlossen werden, dass die einzige Quelle, welche das Wunder erwähnt, in Verbindung mit offenbar unwahren Angaben stehen musste, da sie sonst der so weitschweifige (weniger genaue) Chronist sicher in seine Ausführungen mit eingeschlossen hätte.
Das Kugelwunder könnte sich (da nicht genauer angegeben) sowohl am 30. Mai wie auch am 29. zugetragen haben, wobei dem ersteren Datum zumeist der Vorzug gegeben wird. Die Situation, in der sich Leopold Wilhelm während dieses Ereignisses befunden haben soll, nämlich im Gebet vertieft, ist durchaus denkbar, war er doch Kirchenfürst und Feldherr in einer Person. Keinesfalls stimmt aber der Jahrestag des Ereignisses (selbst wenn ein breiterer Spielraum gelassen wird) mit dem Fest der hl. Brigitta überein. Die falschen Angaben der Chronisten und deren wiederholte Übernahme durch verschiedene Geschichtsschreiber der späteren Zeit hat die Angelegenheit nur noch mehr entstellt. Niemals war der 30. oder 29. Mai der hl. Brigitta geweiht gewesen, sondern der 8. Oktober (nach dem Zweiten Vatikanischen Konzil der 23. Juli). Es handelt sich bei dieser Namensgebung mit Sicherheit um die hl. Brigitta (richtiger: Birgitta) von Schweden, die, um 1303 in Finstadt geboren, zu einer der bedeutendsten Mystikerinnen wurde. Auch kommen weder die hl. Brigitta von Holland (heute ebenfalls 23. Juli) noch die irländische Brigitta von Kildare (1. Februar) für das Patrozinium in Betracht.

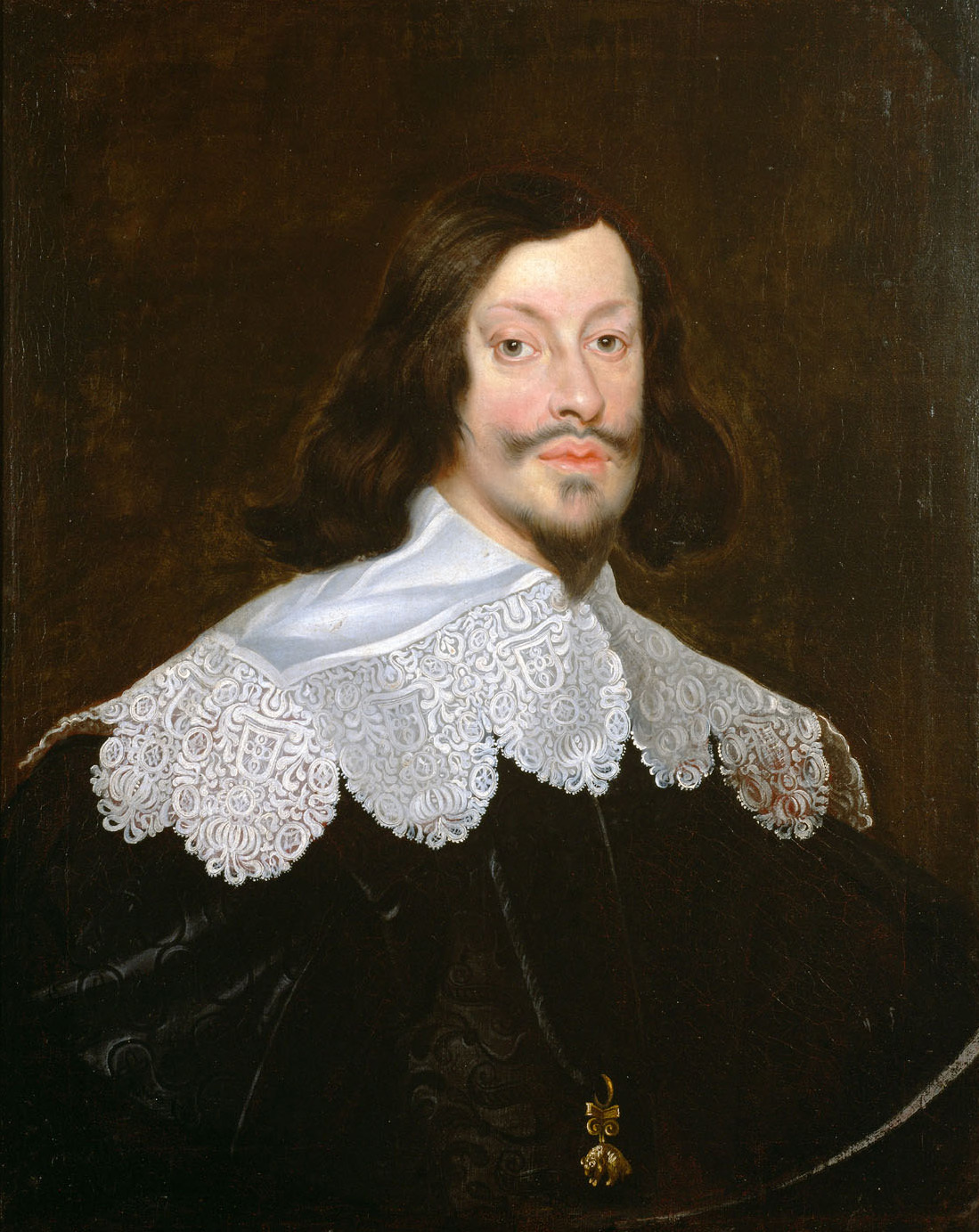
Kaiser Ferdinand III., Porträt von Frans Luycx (um 1638)

Aber auch der Bauherr der Brigittakapelle ist bei Fuhrmann falsch angegeben. Es handelt sich dabei nicht um den Erzherzog Leopold Wilhelm, sondern um seinen kaiserlichen Bruder Ferdinand III. Der Beweis dafür ist ein kaiserlicher Stiftsbrief vom 1. Juli 1651 aus dem u. a. folgende Zeilen hervorgehen: „Deinde vero in Capella a nobis nuper in Sylva Thaber inter pontes Danuby extructa, et Diivae Brigitta Sacra“, also: „...ferner aber in der Kapelle, die von uns kürzlich im Thaborwald zwischen den Donaubrücken errichtet wurde, die der hl. Brigitta geweiht ist...“. Nach alldem zeigt sich ziemlich eindeutig die Unglaubwürdigkeit von Fuhrmanns Bericht, wobei er selbst in seinem bereits 1739 erschienenen Werk „Alt und Neues Wien“ wohl von jenen Geschehnissen, jedoch kein Wort von der Gründung berichtet. Die Menschen waren seinerzeit von der Schilderung derartiger Wunder sehr eingenommen gewesen, auch waren sie vom Verfasser zwecks besserer Einprägung historischer Ereignisse gedacht, da sie doch sonst in den historiographischen Rahmen kaum hineinpassen. Spätere Geschichtsschreiber übernahmen in späteren Zeiten Fuhrmanns Bericht kritiklos, oft sogar als Tatsache. In der Tat hat Kaiser Ferdinand III. diese Kapelle als Andachtsstätte für das Jagd- und Mautpersonal des Mauthauses „Am Tabor“ errichten lassen. Erst spätere Historiker dichteten dem Gebäude verschiedenste Gründungslegenden an, von denen sich jene des Kugelwunders bis heute am hartnäckigsten hält. Die Brigittakapelle ist eine einfache Votivkapelle, deren Errichtung an dem stark frequentierten Straßenzug über die Donau notwendig war. Die Brücke und die Straße wurden schließlich 1688/98 stromabwärts verlegt und mit der Außerachtlassung des Sakralbaues kam diese Tendenz-Sage auf. Die Schreiber Fuhrmann und Fischer handelten wohl im guten Glauben und hielten die Legende auch für wahr, wobei sich die Sage um die bereits erbaute Kapelle rankte. Zum anderen wird auch die wiederholt
aufgetauchte Meinung vertreten, dass die Phantasie des Volkes mit der oktogonalen Form der Kapelle nichts rechtes anzufangen wusste und sich noch am ehesten an den Grundriss eines Zeltes erinnert fühlte.

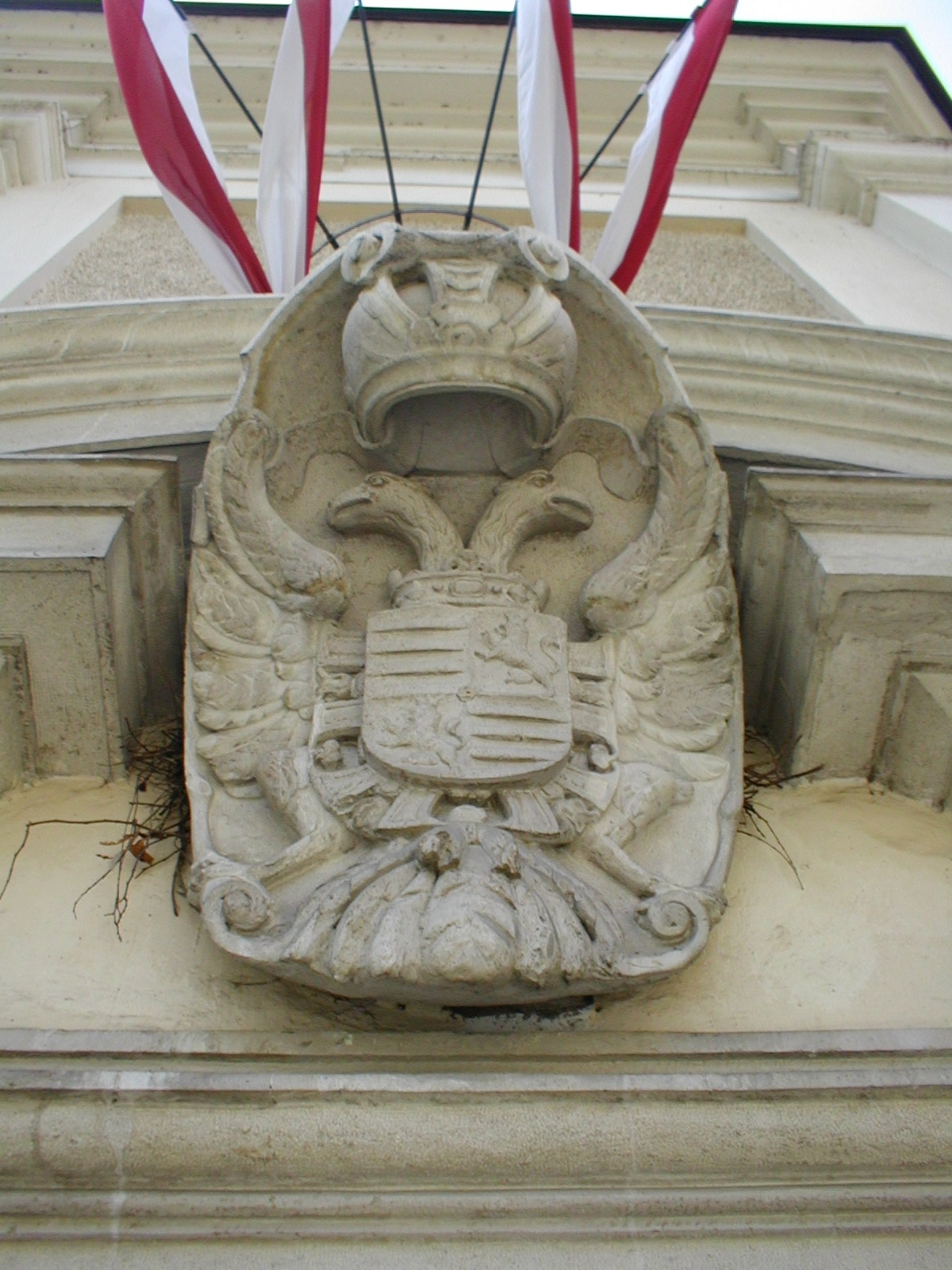
Fassadendetail: Kaiserliches Wappen

### Die Sage von der Friedensschlusskunde
Neben dem „Kugelwunder“ gibt es eine weitere Legende, die sich um die Gründung der Brigittakapelle rankt. Es handelt sich dabei um die erwähnte Friedensnachricht, welche vom „Legations-Cantzellisten“ Müller stammt, der behauptete, dass Kaiser Ferdinand III. an der Stelle, wo heute die Kapelle steht, die Nachricht vom Friedensschluss in Münster und Osnabrück erfahren hat. Die Freude über diese Botschaft soll beim Kaiser so groß gewesen sein, dass er an Ort und Stelle eine Kapelle erbauen ließ, eben die Brigittakapelle. Müller wurde den Gesandten des Herzogs von Sachsen-Weimar Wilhelm IV., die am 10. Juni 1660 bei Kaiser Leopold I. die Huldigung zu leisten hatten, als Begleitung mitgegeben. Neben der Huldigung und der Entgegennahme der neuerlichen Belehnung hatten die Gesandten u. a. auch die Aufgabe, „zu besehen, was an der Kays. Burg bishero gebaut, ingleichen die Kayser. sowie des Ertz-Hertzogs [Leopold Wilhelm] Schatz- und Kunstkammer, die Stadt Vestung und wie anitzo die keyserl. Besatzung, den berühmten Hohen Turm, die Kirchen, Brücken und sonderlich das Hangewerk daran, neuen kayserl. Lustgarten, den Tiergarten, sowohl Ebersdorf und andere kays. Lust- und Jagdhäußer, auch was sonst notabel sein mag.“ Zu diesem Zweck führte der Kanzlist Müller ein Diarium, in dem er seine vielseitigen Beobachtungen und Erkundigungen notierte. Am ausführlichsten berichtet dieses Tagebuch über Wien, wobei Müllers Kunstinteresse durchaus ein modernes war, als Bauten haben ihn offenbar Kirchen interessiert, an denen das Eindringen des frühbarocken Stils bemerkbar war. So berichtet Müller auch über die Brigittakapelle und gibt als Gründungsanlass an, dass Ferdinand III. an jener Stelle den Kurier angetroffen habe, der 1648 die Nachricht vom osnabrückschen Friedensschluss brachte. Diese Geschichte klingt zwar ein wenig glaubwürdiger als das Kugelwunder, so würde es zusammenpassen, dass der Kurier den Kaiser mit dieser Frohbotschaft bei der Jagd antraf und er sogleich gelobte, an dieser Stelle eine Kapelle zu bauen. Der Zeitpunkt würde auch mit dem Errichtungszeitraum der Kapelle zusammenpassen. Die Legende mit der Friedensnachricht mutet vom chronologischen Standpunkt her plausibel an, ist aber durch nichts eindeutig zu belegen. Gesichert ist, dass Ferdinand III. die Kapelle als Andachtsstätte für Förster, Mautbeamte und Reisende über die Donaubrücke errichten ließ, nicht zuletzt auch als Gebetsstätte für sich selbst, da die Kapelle mitten in seinem Jagdgebiet lag.

## Baugeschichte

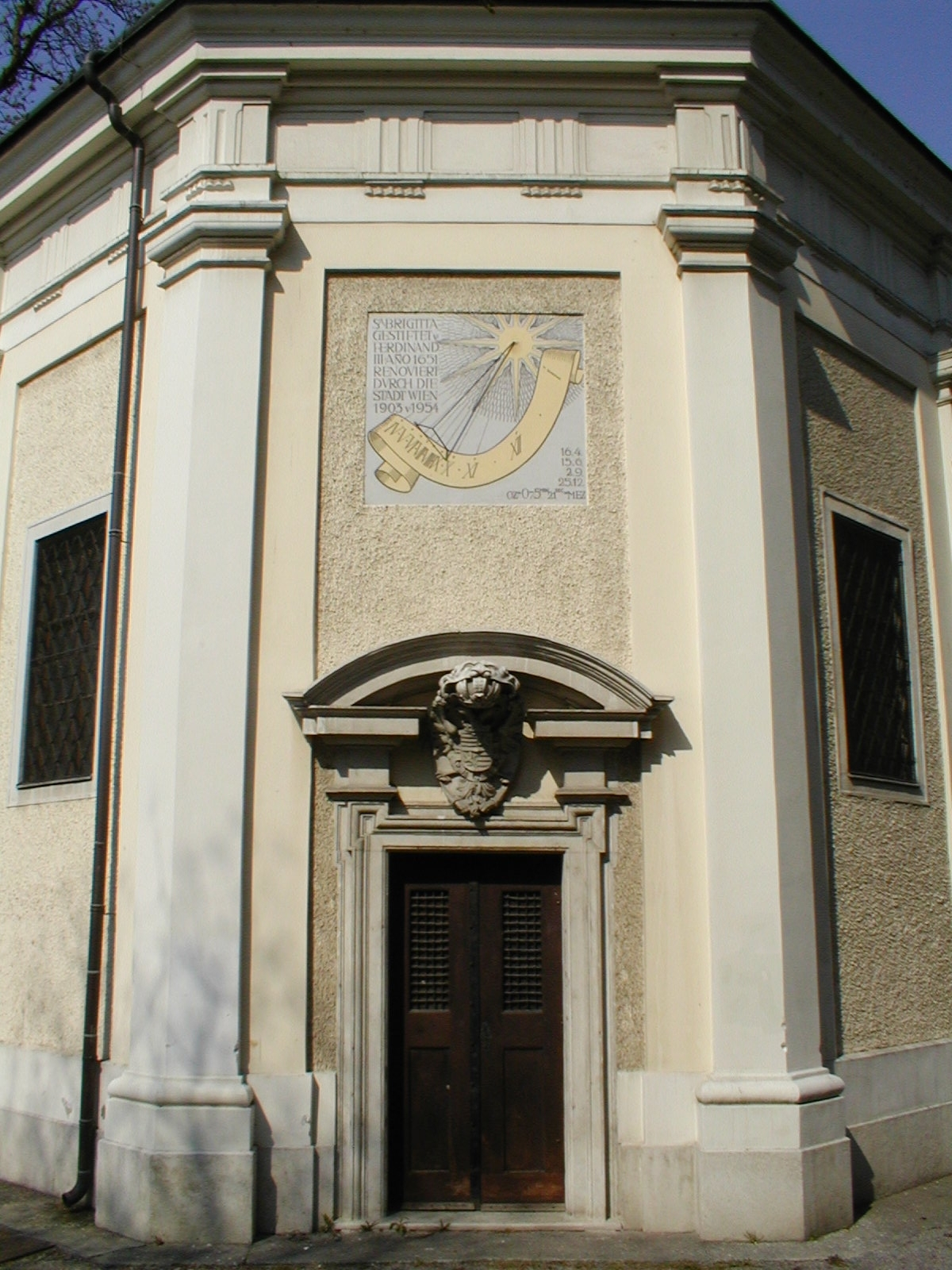
Fassadendetail mit Sonnenuhr

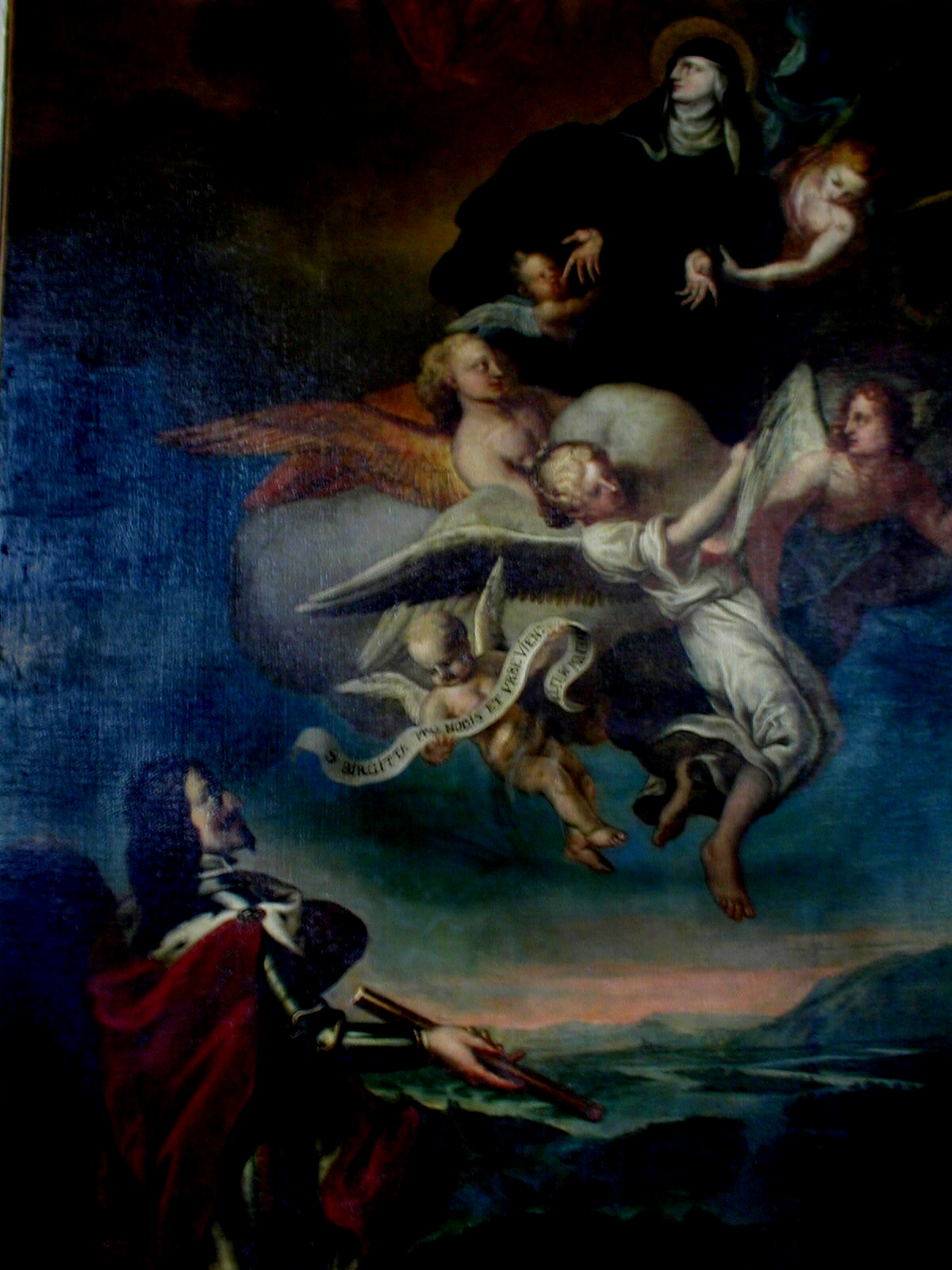
Altarbild

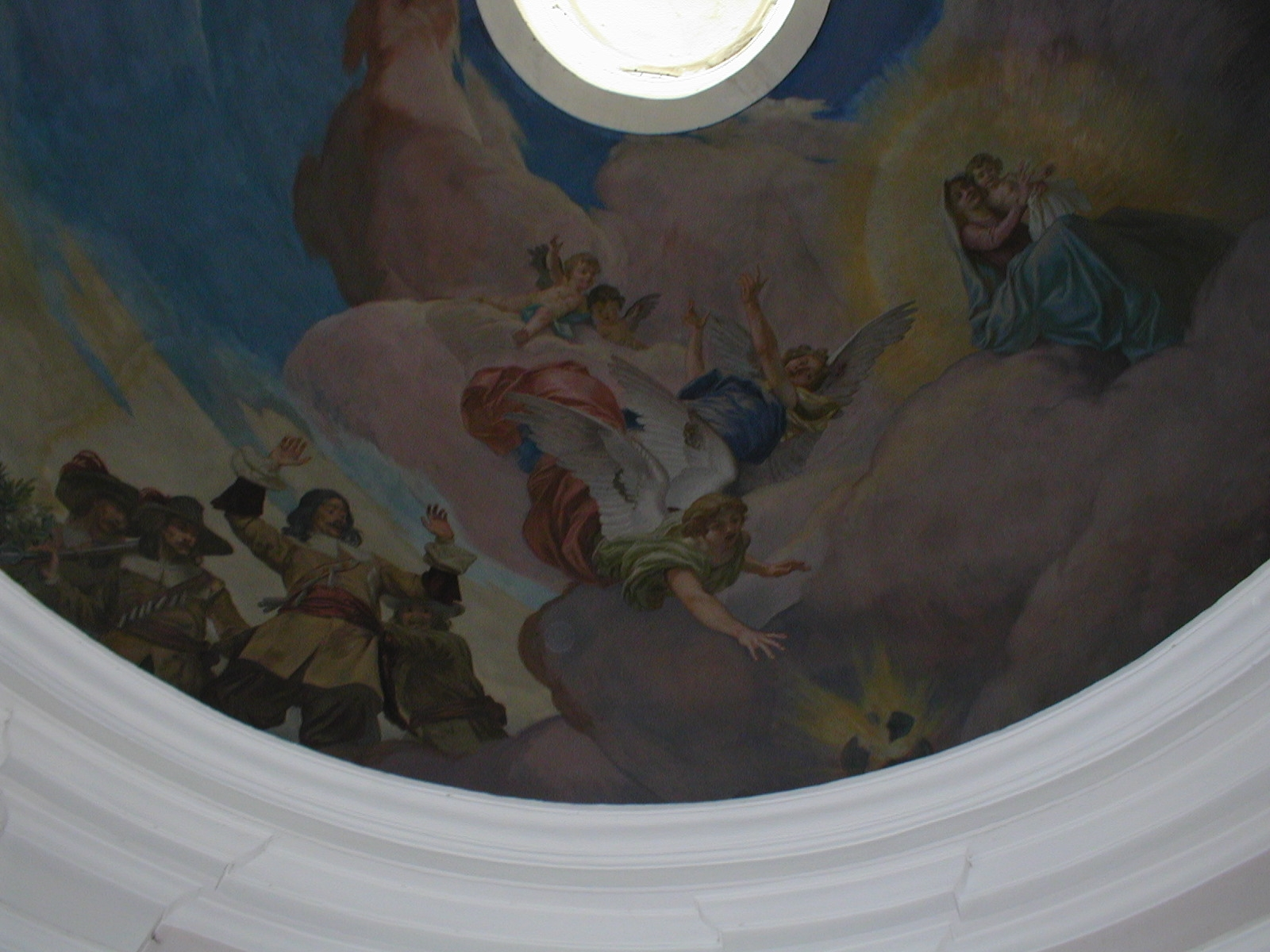
Deckenfresko Detail Kugelwunder

Die Brigittakapelle ist das erste urkundliche gesicherte Bauwerk Filiberto Luccheses in Wien und nimmt in seinem Gesamtwerk einen bedeutenden Platz ein. Ihre Anmut besteht zunächst in einem spannungsvollen Dualismus der inneren und der äußeren Form. Der 1650 als Backsteinbau errichtete Zentralbau, dessen Grundkonzept nördlich der Alpen in zahlreichen Variationen Schule machte, ist im Inneren ein zylindrischer Rundbau mit Kuppel und Laterne, ihr Außenmantel ist jedoch im Grundriss oktogonal. Die Mauern sind bis zu einem Meter dick. Die Fassade der Kapelle gestaltete Lucchese in zwei auf die roh verputzte Wand aufgetragenen dünnen Folien.
Die oberste Fassadenhaut bildet ein dorisch-toskanisches Pilastergerüst. Die Pilaster sind an den Kanten des Oktogons geknickt. Dem „tektonischen“ Pilasterskelett sind breite Lisenen unterlegt. Die optische Lesart der Wandabschnitte ist jedoch nicht eindeutig. Man kann die roh verputzten Wandabschnitte bereits als eingelassene Putzfelder deuten. Die oberste Fassadenhaut ist sehr dünn und wirkt dadurch sehr grafisch – z. B. durch die scharf eingeschnittenen Konturen der leeren Metopen. In den Hauptrichtungen, mit Ausnahme der Südseite, befinden sich rechteckige Türen aus schwerem Eichenholz (mit geohrten Steinrahmungen), darüber liegt auf zwei Kämpfern das gebrochene Gebälk mit Segmentbogensturz auf. In deren Feldern befinden sich skulptierte Wappen in Relief auf einem hervorkragenden Schild, über der Haupttür befindet sich eine gemalte Sonnenuhr. Über diese schrieb der Geschichtsschreiber Gaheis bereits 1789 belustigend: „Über der Haustür ist unter dem Schatten mächtiger Kastanien eine Sonnenuhr befindlich.“
In den Nebenrichtungen sind die Wände durch je ein rechteckiges steingerahmtes Fenster durchbrochen. Das Zeltdach ist mit Blech gedeckt, mit achtseitiger Laterne mit Rundbogenfenstern nach jeder Seite versehen und weist ein umlaufendes, durch die Fenster unterbrochenes Gesims auf, eine Blechkuppel über Hauptgesimse, darauf Knauf mit Kreuz. Im Innenraum zeigen die Kapitelle des Pilastergerüstes, welches 1908 noch rotmarmoriert war, die Form gekrönter Adler. Ein großer kaiserlicher Adler sitzt auch oberhalb des Altares und zeigt die Initialen „L. I.“. Der hohe rechteckige, dreimal abgetreppte und pyramidal aufsteigende Stuckrahmen mit einer doppelten massiven Profilierung erinnert an die Deckenrahmen Lucheses in der Rechnitzer Schlosskapelle. Der noch alte Steinfliesenboden zeigt in gedämpften Farben eine rotweiß-blaue Musterung.

### Altargemälde und Deckenfresko
Das Altarbild stammt aus dem 17. Jahrhundert und hat schon sehr früh die Gemüter erregt. Ob es sich hier um Leopold Wilhelm oder Ferdinand III. handelt konnte bis heute nicht eindeutig geklärt werden. Berechtigt ist jedoch die Annahme, dass der Altar, der die Initialen „L. I.“ trägt, in der Regierungszeit Kaiser Leopolds I. errichtet wurde und somit auch das Altarbild aus dieser Zeit stammt. Die Legende vom Kugelwunder mag zu dieser Zeit bereits existiert haben, was sich dann im Altarblatt manifestierte, demnach gibt die betende Person Erzherzog Leopold Wilhelm wieder. Möglich ist aber auch, dass Leopold I. seinen Vater, Ferdinand III., der ja die Kapelle erbauen ließ, als Kriegsherrn im Gebet vor der hl. Brigitta dargestellt haben wollte. Eindeutig belegen lässt sich jedoch keine der beiden Möglichkeiten. Aus den Gesichtszügen lässt sich auch nichts eindeutig ablesen, da sich die Brüder naturgemäß sehr ähnlich sahen, beide den Bart nach der Mode ihrer Zeit trugen und das Gesicht des Abgebildeten nur seitlich betrachtet werden kann.
Im Vordergrund dargestellt ist also Erzherzog Leopold Wilhelm oder Kaiser Ferdinand III. im Harnisch, umgeben von einem roten Mantel mit Hermelinkragen, kniend vor der hl. Brigitta. Sein Blick ist auf die Erscheinung gerichtet und lenkt damit den Betrachter in diese Richtung. In der rechten Hand trägt er den Kommandostab in schlichter Ausführung. Darüber, von einer Puttengruppe getragen, schwebt die hl. Brigitta, in der Nonnentracht des Brigittaordens. In Bildaufbau her steht die Darstellung ganz in der Tradition des frühbarocken Votivbildes. Das Bild wurde in weiterer Folge stark übermalt.
Die Kuppel, die von der offenen Laterne durchbrochen ist, zeigt ein Fresko von Andreas Groll aus dem Jahr 1903, welches von Max Heilmann 1958 restauriert wurde. Es hat sich stark am Altarbild orientiert. Groll glorifiziert in seinem Fresko den ganzen Irrtum der Gründungssage in einer großfigurigen Szene: Brigitta als Äbtissin bittet die thronende Muttergottes mit dem Kinde auf dem Schoß um Schutz für den vor ihr knienden Erzherzog. Links davon der Augenblick des Wunders: Vier Kaiserliche vor der Kanonenkugel, die eben explodiert. Aber Engel und Putten, sehr bewegt und teilweise in Wolken gehüllt, wenden die tödliche Gefahr ab. Wolkenstimmung leitet auf dem Fresko dann über zu einer Szene aus den Kämpfen: Vor der wehenden Kaiserstandarte zwei Krieger, rechts davon ein Geschütz hinter einem Schanzkorb, links neben ihnen ein Zelt, das schon begrenzt wird von dem Gefolge der Brigitta-Gruppe.

### Weitere Geschichte der Brigittakapelle
Während der Zweiten Türkenbelagerung wurde die Kapelle teilweise zerstört, aber 1695 bereits wieder aufgebaut. Als in den Jahren 1688/98 die Donaubrücken stromabwärts verlegt wurden und damit die Verkehrsstraße nach dem Norden nun nicht mehr an der Kapelle vorbeiführte, geriet sie allmählich in Vergessenheit. So lange, bis sie der Mittelpunkt eines Volksfestes wurde, des Brigittakirtags, der seinen größten Aufschwung ab 1775 erlebte, als Kaiser Joseph II. den Augarten der Allgemeinheit öffnete. Das schönste Denkmal wurde dem Brigittakirtag, der bisweilen 60.000 bis 80.000 Besucher zählte, von Franz Grillparzer in seinem „Armen Spielmann“ gesetzt. Adalbert Stifter attestierte dem Kirtag 1844, dass er unter den vielen Festen der Wiener Kirchen eine Sonderstellung hatte: 
"Für das eigentliche Volk [sind] die sogenannten Kirchtage der umliegenden Punkte die eigentlichen Tage der Volksfeste. Hierunter nimmt der Kirchtag in der Brigittenau, der zwei Tage dauert, den ersten Platz ein."
1847 fand der Brigittakirtag zum letzten Mal in dieser Form statt – im Revolutionsjahr 1848 wurde das Fest "mit Rücksicht auf den Ausnahmezustand" behördlich verboten. Danach kümmerte sich niemand mehr recht um die Kapelle, obwohl sie bis 1874 das einzige Gotteshaus des ganzen Bezirkes war, denn zu diesem Zeitpunkt wurde die neue Brigittakirche erst eingeweiht. Danach verfiel die Brigittakapelle immer mehr und diente profanen Zwecken – als Speisehaus und Vorratskammer des kaiserlichen Försters, als Requisitenkammer und sogar als Ziegenstall. Das Inventar wurde der Hof- und Burgpfarrkirche überwiesen. Ein Gastwirt suchte um Überlassung der Kapelle an, er wollte sie in eine Schenke umwandeln. Dies wäre wohl kaum in der Intention des frommen Ferdinand III. gelegen und des nicht minder frommen Franz Josephs Beamtenschaft lehnte dieses Ansuchen dann auch ab, der Gastwirt durfte nur noch daneben auf der Wiese eine Schankhütte errichten, das spätere Gasthaus „Zur Brigittakapellen.“

„Jägerhaus und Capelle in der Brigittenau“, Kupferstich, erschienen bei Artaria 1826

1898 konstituierte sich auf Anregung von Lorenz Müller, Landtagsabgeordneter, Gemeinde- und Stadtrat, ein „St. Brigitta-Kapelle-Restaurierungs-Comite´“. So wurde die Kapelle ausführlich, nach Plänen und unter der Bauleitung von Ludwig Simon, wiederhergestellt und 1903 unter Anwesenheit von Kaiser Franz Joseph und Bürgermeister Karl Lueger neu geweiht, eine Gedenktafel im Inneren der Kapelle erinnert daran. 1911 übernahm die Stadt Wien die Kapelle in ihr Eigentum. 1912 bezogen die Schwestern der Franziskanerinnen-Missionarinnen-Mariens die Kapelle. 1917 fiel das Kupferdach dem Rohstoffmangel des Ersten Weltkrieges zum Opfer, 1918 übersiedelten die Schwestern in die Leystraße, womit die Kapelle wieder verwaist war.
1944 rissen drei Fliegerbomben tiefe Trichter rund um die Kapelle auf, alle Fenster wurden zertrümmert, das Dach und die Einrichtung stark beschädigt. Im April 1945 diente die Kapelle als Leichenkammer für gefallene Soldaten der Waffen-SS (2. SS-Panzerkorps). Am 13. April 1945 besetzten sowjetische Soldaten das alte Forsthaus und brachten auch gefallene Soldaten in die Kapelle. Zwei Tage später wurden zwei Waffen-SS-Männer durch Rotarmisten vor dem Altar erschossen.
Erst 1958 wurde die Kapelle wieder generalsaniert und eingeweiht, eine weitere Gedenktafel im Inneren der Kapelle erinnert auch an diese Restaurierung. Im Jahr 1975 hat die Pfarre St. Johann Kapistran, der die Betreuung der Kapelle obliegt, das kleine Gotteshaus der russisch-orthodoxen Christengemeinde in Wien zur Feier des Gottesdienstes zur Verfügung gestellt. Anlässlich des 325-jährigen Bestehens der Brigitta-Kapelle wurden im Jahr 1976 von der Gemeinde Wien verschiedene Ausbesserungsarbeiten vorgenommen und das Dach neu gestrichen. Zur Feier des 90-Jahr-Jubiläums der Brigittenau erfuhr die Brigitta-Kapelle eine Generalsanierung. 1989 wurde das Dach in Kupferblech erneuert, die Laterne ausgebessert und das Kreuz vergoldet. 1990 wurde die Außenrenovierung abgeschlossen und der Innenraum trockengelegt sowie innen und außen neu gestrichen. So präsentiert sich die Brigittakapelle dem heutigen Betrachter.
Heute wird die Kapelle von der Georgisch-Orthodoxen Kirche genutzt. Sie ist die Kirche der Wiener Gemeinde und führt den Namen Kirche zum Heiligen König David der Erneuerer.